# Agmatin
Agmatin, även känd som (4-aminobutyl)guanidin, är en aminoguanidin som upptäcktes 1910 av Albrecht Kossel. Det är ett kemiskt ämne som naturligt skapas ur arginin och har visat sig ha modulerande effekt på flera molekylära mål, i synnerhet neurotransmittorsystem, jonkanaler, kväveoxidsyntes och polyaminmetabolism vilket motiverat till vidare forskning om potentiella tillämpningar.

## Historik
Det tog mer än 100 år efter upptäckten av agmaminet att hitta den exakta funktioner hos substansen. Benämningen kommer från A-(för amino -) + g-(från guanidin ) +-ma- (från ptomaine ) +-in-suffix. Ett år efter upptäckten konstaterades det att agmatin kan öka blodflödet hos kaniner. Den fysiologiska relevansen av dessa fynd ifrågasattes dock med tanke på de höga koncentrationer som krävdes. På 1920-talet visade forskare inom Oskar Minkowskis diabetesklinik att agmatin kan ha milda hypoglykemiska effekter. År 1994 gjordes upptäckten av endogen agmatinsyntes hos däggdjur.

## Metaboliska förlopp

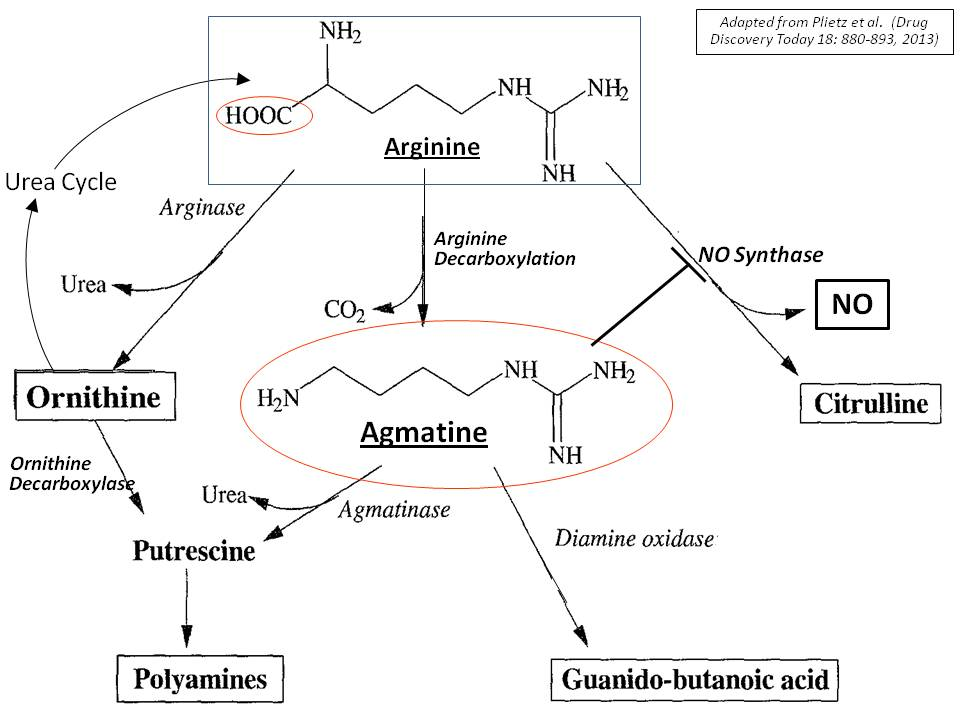
Agmatins metaboliska förlopp.

Agmatinbiosyntesen av arginindekarboxylering är väl positionerad för att konkurrera med dominerande argininberoende förlopp, som kvävemetabolism (ureacykeln), och polyamin- och kväveoxidsyntes (se illustration 'Agmatins metaboliska förlopp"). Nedbrytning av agmatin sker huvudsakligen genom hydrolys, katalyserad av agmatinas i urea och putresin, diaminföregångare till polyaminbiosyntes. En alternativ väg, huvudsakligen i perifera vävnader, är diaminoxidaskatalyserad oxidation till agmatinaldehyd, som i sin tur omvandlas av aldehyddehydrogenas i guanidinobutyrat och utsöndras av njurarna.

## Verkningsmekanismer
Agmatin befanns utöva modulerande effekter direkt och indirekt på flera viktiga molekylära mål bakom cellulära kontrollmekanismer av väsentlig betydelse för hälsa och sjukdom. Det anses kunna utöva sina modulerande effekter på flera mål samtidigt. Följande översikt visar de kategorierna av kontrollmekanismer och identifierar deras molekylära mål:
- Neurotransmittorreceptorer och receptorjonoforer. Nikotin, imidazolin I1 och I2, α2-adrenerga, glutamat NMDAr, och serotonin 5-HT2A- och 5HT-3-receptorer.
- Jonkanaler såsom ATP-känsliga K+-kanaler, spänningskänsliga Ca2+-kanaler och syrakännande jonkanaler (ASIC).
- Membrantransportörer. Agmatinspecifikt selektiva upptagsställen, organiska katjontransportörer (främst undertyp OCT2), extraneuronal monoamintransportörer (ENT), polyamintransportörer och mitokondrieagmatinspecifikt selektivt transportsystem.
- Kväveoxid(NO)-syntesmodulering. Differentiell inhibition genom agmatin av alla isoformer av NO-syntas (NOS) har rapporteras.
- Polyaminmetabolism. Agmatin är en föregångare till polyaminsyntes, konkurrerande hämmare av polyamintransport, som orsakar spermidin/sperminacetyltransferas (SSAT) och ger antizyme.
- Protein ADP-ribosylering. Hämning av ADP-ribosylering av protein arginin.
- Matris-metalloproteaser (MMP). Indirekt nedreglering av enzymerna MMP 2 och 9.
- Avancerad glykationsslutprodukt(AGE)bildning. Direkt blockad av AGE- bildning.
- NADPH-oxidas. Aktivering av enzymet som leder till H2O2-produktion.[8]

## Farmakologi
Agmatin förekommer i små mängder i livsmedel från växter, djur och fisk, och mikrobiell produktion är en extra källa för agmatin. Oral agmatin absorberas i mag-tarmkanalen och distribueras lätt i hela kroppen. Snabb eliminering av intagen agmatin (avmetabolisering) genom njurarna har visat på en halveringstid i blodet på cirka 2 timmar. Agmatin är också en signalsubstans, vilket innebär att det är ett kemiskt ämne i hjärnan som möjliggör kommunikation mellan nervcellerna.